# Пісня для Лії
«Пісня для Лії» (англ. A Song for Lya) — науково-фантастична повість Джорджа Р. Р. Мартіна, опублікована у 1974 році у журналі «Аналог: наукова фантастика та факти». Повість отримала премію «Г'юго», була номінована на премію «Неб'юла» і премію «Юпітер» та посіла друге місце премії «Локус» у номінації «Найкраща повість».
Повість пізніше ввійшла до однойменної збірки та до збірки «Щорічна найкраща світова наукова фантастика 1975 року».

## Сюжет
Головні герої повісті — телепати; талант Ліанни (Лії) розвиненіший, вона може читати думки, а її коханець Робб — лише почуття. Їх викликають до головного міста на планеті Шкін, аби визначити чому люди приєднуються до релігійного культу корінного населення планети — шкінів. Шкіни припинили розвиватися понад 14 000 років тому, їхня головна ціль — служіння культу, останнім етапом якого є приєднання до желеподібних істот-паразитів, які поступово з'їдають свого шкіна, внаслідок чого шкін назавжди поєднується з усіма шкінами, яких з'їли до нього. Лія та Робб читають думки і відчуття шкінів та людей, до яких приєднані істоти, але виявляють лише, що ті неймовірно щасливі та люблять усіх істот навколо. Але Лію починає хвилювати ця всеохоплююча любов, яку відчувають шанувальники місцевої релігії, і вона починає сумніватися у їхньому з Роббом коханні. Через це вона залишає Робба, який намагається її знайти, але безуспішно. Він присутній на фінальній стадії об'єднання шкіна та паразита і починає розуміти, що мала на увазі Лія. Його теж захопив вирій почуттів помираючого шкіна, внаслідок чого Робб відчуває непереборне бажання приєднатися до сакральної істоти, але йому заважають і він непритомніє. Уві сні Робб бачить Лію, яка каже, що приєдналася до культу та заохочує його зробити те саме, щоб вони завжди були разом. Але він вирішує негайно залишити планету Шкін, бо боїться, що може прислухатися до поради Лії.
У своєму есе «Світло далеких зірок» (англ. The Light of Distant Stars) Мартін сказав, що на написання цієї повісті його надихнув його перший серйозний роман.

## Зв'язок з іншими творами
Дія повісті відбувається у тому самому вигаданому всесвіті «Тисячі світів», що й декілька інших робіт Мартіна, серед яких «Світло, що вмирає», «Ті, що летять уночі», «Піщані королі», «Містфаль приходить зранку», «Шлях хреста та дракона» та оповідання, що увійшли до збірки «Подорожі Тафа».
Джордж Р. Р. Мартін пізніше використав імена Ліанна та Робб у серії «Пісня льоду й полум'я». Він назвав ними двох членів родини Старків — Робба Старка, сина Еддарда Старка, та молодшу сестру Еддарда, Ліанну Старк. Також це ім'я носить персонаж тієї ж серії Ліанна Мормонт.